# Burton Cummings
Burton Cummings, född 31 december 1947 i Winnipeg, Kanada, är en kanadensisk rocksångare och keyboardist.
Burton Cummings startade sin musikaliska karriär som tonåring i bandet The Devrons. Han blev 1965 ombedd att bli medlem i The Guess Who när Chad Allan och Bob Ashley lämnade gruppen. 
Gruppen hade många stora skivframgångar under 1960- och 70-talet. Burton Cummings och Randy Bachman skrev många av gruppens populäraste sånger. Bachman lämnade dock gruppen sommaren 1970 efter att de släppt albumet American Woman. Burton Cummings fortsatte i gruppen fram till 1975, då han beslöt sig för att satsa på en karriär som soloartist. Han släppte flera album under 1970-talet; flera av sångerna blev mycket populära (till exempel "Stand Tall" och "I'm Scared").
The Guess Who har senare återförenats med originalmedlemmarna, bland annat 1983 och 2000. Cummings och Bachman har återupptagit samarbetet och år 2006 släppte de en CD med namnet Bachman Cummings Songbook, en sorts "best of" med låtar från The Guess Who, BTO och Burton Cummings solokarriär.
År 2007 släppte Bachman och Cummings en CD kallad Jukebox, som innehåller cover-versioner av de båda herrarnas favoritlåtar från 1960-talet. CD:n innehåller också en ny version av The Guess Whos megahit "American Woman". Parallellt med skivsläppet turnerade Bachman och Cummings under 2007.
År 2008 kom Cummings första soloalbum på 18 år med nytt studiomaterial, Above the Ground. Album innehåller 19 originalsånger, skrivna av Cummings. En del av materialet skrevs för många år sedan. Albumet spelades in med hans turnéband "The Carpet Frogs" och innehåller också en DVD med material från skivinspelningen. 
The Burton Cummings Theatre i Winnipeg är uppkallad efter Cummings.
År 2009 förärades Cummings med Order of Canada, som är en av Kanadas förnämsta civila utmärkelser, för sina mångåriga bidrag till samhälle och nation.

## Diskografi
- 1976 – Burton Cummings
- 1977 – My Own Way to Rock
- 1978 – Dream of a Child
- 1979 – The Very Best of Burton Cummings
- 1980 – Woman Love
- 1981 – Sweet Sweet
- 1984 – Burton Cummings Heart
- 1990 – Plus Signs
- 1996 – Up Close and Alone
- 2006 – Bachman-Cummings Songbook
- 2007 – Jukebox - Burton Cummings och Randy Bachman
- 2008 – Above the Ground
- 2012 – Burton Cummings Massey Hall

## Andra skivor där Burton Cummings medverkar
- 1979 – Voices - Motion Picture Soundtrack
- 2001 – Ringo Starr & His All-Starr Band: The Anthology